# Orphe gerasa
Orphe gerasa är en fjärilsart som beskrevs av William Chapman Hewitson 1867. Orphe gerasa ingår i släktet Orphe och familjen tjockhuvuden. Inga underarter finns listade i Catalogue of Life.

## Bildgalleri

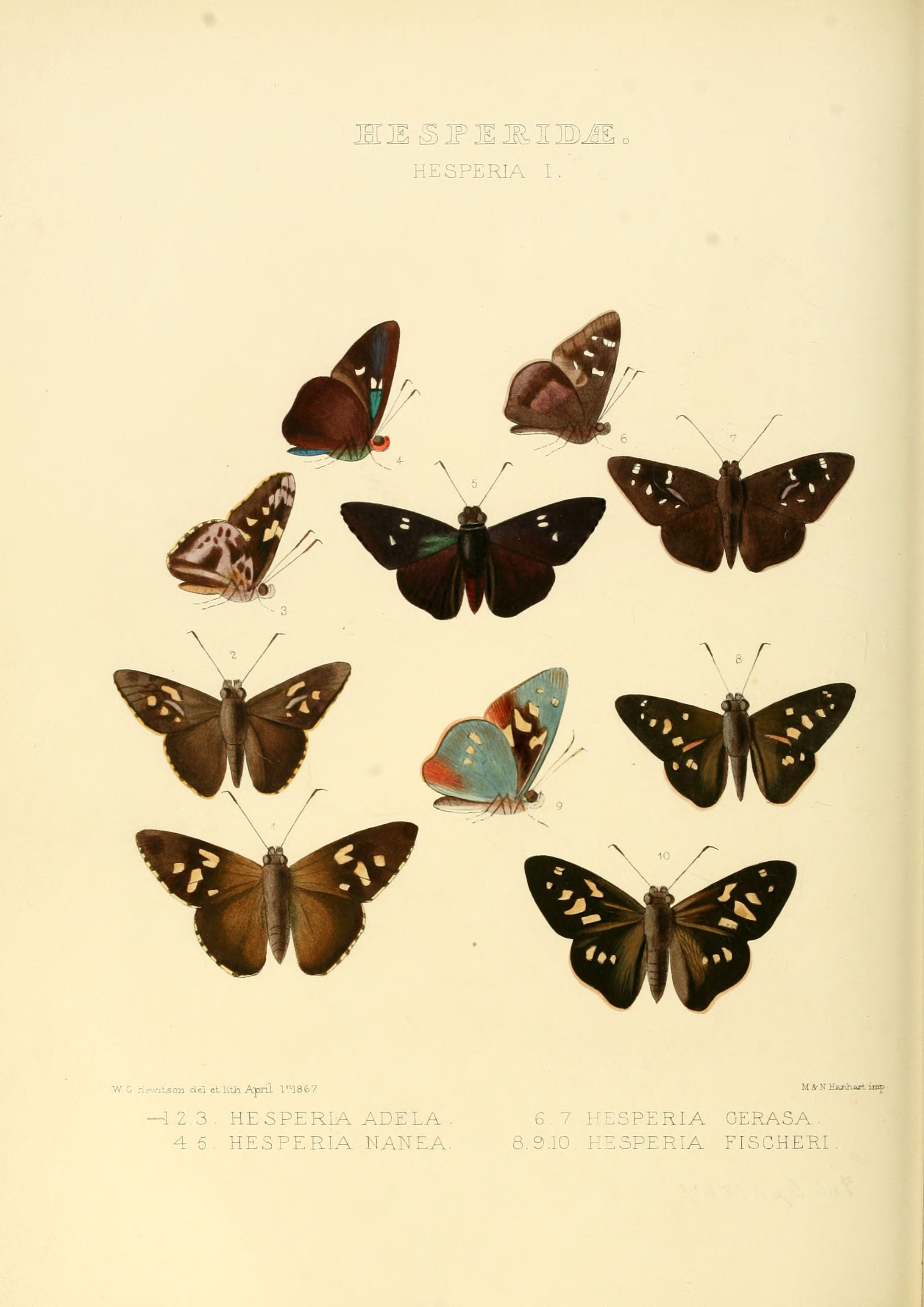